# Korenići (Kanfanar)
Pour les articles homonymes, voir Korenići.
Korenići (en italien : Coreni) est une localité de Croatie située en Istrie, dans la municipalité de Kanfanar, dans le comitat d'Istrie. En 2001, la localité comptait 40 habitants.

## Démographie
| 1948 | 1953 | 1961 | 1971 | 1981 | 1991 | 2001 |
| ---- | ---- | ---- | ---- | ---- | ---- | ---- |
| 139  | 115  | 105  | 82   | 68   | 50   | 40   |